# Oleta Adams
Oleta Adams (Seattle, Washington, 4 de mayo de 1953) es una actriz, pianista y cantante de góspel, soul y jazz estadounidense.

## Biografía
Hija de un predicador, se crio escuchando música góspel. En su juventud, su familia se mudó a Yakima, Washington, y a veces se muestra como su lugar de nacimiento. Comenzó su carrera musical cantando en una iglesia afroamericana. En la década de 1970 se mudó a Los Ángeles, California, donde grabó un demo; sin embargo, no tuvo aceptación dentro de la plana ejecutiva de la industria de la música.
Con los consejos de su profesor de canto, Lee Farrell, Adams se mudó a Kansas City, donde realizó una serie de conciertos. Su carrera profesional la comenzó a principios de 1980 con la publicación de álbumes autofinanciados que tuvieron un éxito limitado.
En 1985, Adams fue descubierta por Roland Orzabal y Curt Smith, fundadores de la banda inglesa Tears for Fears que estaban en gira por Estados Unidos, mientras estaba actuando en un bar de hotel en Kansas City. Dos años más tarde, la contactaron para invitarla a unirse a su banda como cantante y pianista en su siguiente álbum The Seeds of Love .
El álbum se lanzó en 1989, y el sencillo «Woman in Chains» &dmash;un dúo entre Adams y Orzabal, con Phil Collins en tambores— se transformó en su primer éxito. Adams se embarcó en una gira mundial con Tears For Fears en 1990, y actuó como telonera al inicio de cada espectáculo, mientras que permanecía en el escenario con Tears For Fears con su piano y voz.

### Década de 1990
Tras su trabajo con Tears For Fears, firmó un contrato con el sello discográfico Fontana Records y reinicia su carrera como solista en 1990, con la asistencia de Orzabal quien coprodujo su nuevo disco, Circle of One. El álbum fue aclamado por la crítica y —después de un lento comienzo— alcanzó el puesto número 1 en el Reino Unido en 1991 tras lo cual lanzó el cover «Get Here» de Brenda Russell, por el que recibió una nominación al Premio Grammy a la mejor interpretación vocal de R&B femenina. La canción alcanzó estuvo dentro de las primeras cinco posicione de las listas en el Reino Unido y Estados Unidos, y se hizo popular durante el conflicto de la Guerra del Golfo en 1991 ya que las familias de las tropas desplegadas en la región tomaron la melodía como una himno. En 1991, firmó con el sello independiente Fairwood Music, y colaboró en el disco tributo Two Rooms: Celebrating the Songs of Elton John & Bernie Taupin de Elton John y Bernie Taupin con una versión del tema «Don't Let the Sun Go Down On Me» de 1974 de John; dicha canción le permitió ingresar a las listas del Reino Unido.
Su siguiente álbum, Evolution (1993), también fue un éxito comercial y entró en las listas dentro del top 10; además, lanzó su sencillo «Window of Hope». En 1995, lanzó Moving On con el que incursionó en el R&B y volvió a realizar un dúo con Roland Orzabal para el sencillo «Me and my Big Ideas» del disco Raoul and the Kings of Spain de Tears For Fears el mismo año. Dos años más tarde lanzó el Come Walk with Me, con el que aborda la música cristiana.
En 1998, realizó una gira como vocalista invitada en una gira de Phil Collins.

## Discografía

### Álbumes de estudio
| Título                                              | Detalles del álbum                                                                                     | Máxima posición en listas | Máxima posición en listas | Máxima posición en listas | Máxima posición en listas | Máxima posición en listas | Máxima posición en listas | Máxima posición en listas | Máxima posición en listas | Máxima posición en listas | Máxima posición en listas | Máxima posición en listas | Máxima posición en listas | Certificaciones       |
| Título                                              | Detalles del álbum                                                                                     | US                        | US R&B                    | US Góspel                 | AUS                       | AUT                       | CAN                       | FRA                       | GER                       | NLD                       | SUI                       | SWE                       | UK                        | Certificaciones       |
| --------------------------------------------------- | --- | ------------------------- | ------------------------- | ------------------------- | ------------------------- | ------------------------- | ------------------------- | ------------------------- | ------------------------- | ------------------------- | ------------------------- | ------------------------- | ------------------------- | --------------------- |
| Untitled                                            | - Fecha de lanzamiento: 1982 - Sello discográfico: Going On SRK Records - Formatos: LP                 | —                         | —                         | —                         | —                         | —                         | —                         | —                         | —                         | —                         | —                         | ―                         | ―                         | —                     |
| Going on Record                                     | - Fecha de lanzamiento: 1983 - Sello discográfico: Going On SRK Records - Formatos: LP                 | —                         | —                         | —                         | —                         | —                         | —                         | —                         | —                         | —                         | —                         | ―                         | ―                         | —                     |
| Circle of One                                       | - Fecha de lanzamiento: 19 de junio de 1990 - Sello discográfico: Fontana - Formatos: CD               | 20                        | 11                        | —                         | —                         | —                         | —                         | —                         | —                         | 30                        | —                         | ―                         | 1                         | - UK: Gold - US: Gold |
| Evolution                                           | - Fecha de lanzamiento: 26 de julio de 1993 - Sello discográfico: Fontana - Formatos: CD               | 67                        | 20                        | —                         | —                         | —                         | —                         | —                         | 37                        | 6                         | —                         | ―                         | 10                        | —                     |
| Moving On                                           | - Fecha de lanzamiento: 10 de noviembre de 1995 - Sello discográfico: Fontana / Mercury - Formatos: CD | 194                       | 49                        | —                         | —                         | —                         | —                         | —                         | —                         | 14                        | —                         | ―                         | 59                        | —                     |
| Come Walk with Me                                   | - Fecha de lanzamiento: 17 de junio de 1997 - Sello discográfico: Harmony - Formatos: CD               | —                         | —                         | 4                         | —                         | —                         | —                         | —                         | —                         | 78                        | —                         | ―                         | ―                         | —                     |
| All The Love                                        | - Fecha de lanzamiento: 27 de febrero de 2001 - Sello discográfico: Monarch / Pioneer - Formatos: CD   | —                         | —                         | —                         | —                         | —                         | —                         | —                         | —                         | 22                        | —                         | ―                         | ―                         | —                     |
| Let's Stay Here                                     | - Fecha de lanzamiento: 21 de abril de 2009 - Sello discográfico: Koch Records - Formatos: CD          | —                         | —                         | —                         | —                         | —                         | —                         | —                         | —                         | —                         | —                         | ―                         | ―                         | —                     |
| "—" denota que el lanzamiento no apareció en listas | |                           |                           |                           |                           |                           |                           |                           |                           |                           |                           |                           |                           |                       |

### Álbumes navideños
| Título                                              | Detalles del álbum                                                                        | Máxima posición en listas | Máxima posición en listas | Máxima posición en listas | Máxima posición en listas | Máxima posición en listas | Máxima posición en listas | Máxima posición en listas | Máxima posición en listas | Máxima posición en listas | Máxima posición en listas | Máxima posición en listas | Máxima posición en listas | Certificaciones | Ventas |
| Título                                              | Detalles del álbum                                                                        | US                        | US R&B                    | US Góspel                 | AUS                       | AUT                       | CAN                       | FRA                       | GER                       | NLD                       | SUI                       | SWE                       | UK                        | Certificaciones | Ventas |
| --------------------------------------------------- | ----------------------------------------------------------------------------------------- | ------------------------- | ------------------------- | ------------------------- | ------------------------- | ------------------------- | ------------------------- | ------------------------- | ------------------------- | ------------------------- | ------------------------- | ------------------------- | ------------------------- | --------------- | ------ |
| Christmas Time with Oleta                           | - Fecha de lanzamiento: 3 de octubre de 2006 - Sello discográfico: E1 Music - Formatos: — | —                         | —                         | —                         | —                         | —                         | —                         | —                         | —                         | 26                        | —                         | ―                         | ―                         | —               |        |
| "—" denota que el lanzamiento no apareció en listas |                                                                                           |                           |                           |                           |                           |                           |                           |                           |                           |                           |                           |                           |                           |                 |        |

### Álbumes compilatorios
| Título                                              | Detalles del álbum                                                         | Máxima posición en listas | Máxima posición en listas | Máxima posición en listas | Máxima posición en listas | Máxima posición en listas | Máxima posición en listas | Máxima posición en listas | Máxima posición en listas | Máxima posición en listas | Máxima posición en listas | Máxima posición en listas | Máxima posición en listas | Certificaciones | Ventas |
| Título                                              | Detalles del álbum                                                         | US                        | US R&B                    | US Góspel                 | AUS                       | AUT                       | CAN                       | FRA                       | GER                       | NLD                       | SUI                       | SWE                       | UK                        | Certificaciones | Ventas |
| --------------------------------------------------- | -------------------------------------------------------------------------- | ------------------------- | ------------------------- | ------------------------- | ------------------------- | ------------------------- | ------------------------- | ------------------------- | ------------------------- | ------------------------- | ------------------------- | ------------------------- | ------------------------- | --------------- | ------ |
| The Very Best of Oleta Adams                        | - Fecha de lanzamiento: 1996 - Sello discográfico: Mercury - Formatos: —   | —                         | —                         | —                         | —                         | —                         | —                         | —                         | —                         | 46                        | —                         | ―                         | ―                         | —               |        |
| The Ultimate Collection                             | - Fecha de lanzamiento: 2004 - Sello discográfico: Universal - Formatos: — | —                         | —                         | —                         | —                         | —                         | —                         | —                         | —                         | —                         | —                         | ―                         | ―                         | —               |        |
| "—" denota que el lanzamiento no apareció en listas |                                                                            |                           |                           |                           |                           |                           |                           |                           |                           |                           |                           |                           |                           |                 |        |

## Sencillos
| Título                                                  | Año  | Máxima posición en listas | Máxima posición en listas | Máxima posición en listas | Máxima posición en listas | Máxima posición en listas | Máxima posición en listas | Máxima posición en listas | Máxima posición en listas | Máxima posición en listas | Máxima posición en listas | Máxima posición en listas | Máxima posición en listas | Certificaciones | Álbum                                                          |
| Título                                                  | Año  | U.S.                      | U.S. R&B                  | U.S. AC                   | UK                        | AUS                       | FRA                       | GER                       | IRE                       | ITA                       | NL                        | NZ                        | CAN                       | Certificaciones | Álbum                                                          |
| ------------------------------------------------------- | ---- | ------------------------- | ------------------------- | ------------------------- | ------------------------- | ------------------------- | ------------------------- | ------------------------- | ------------------------- | ------------------------- | ------------------------- | ------------------------- | ------------------------- | --------------- | -------------------------------------------------------------- |
| «Woman in Chains» (con Tears for Fears)                 | 1989 | 36                        | —                         | —                         | 26                        | 39                        | 20                        | 45                        | 21                        | 23                        | 16                        | 34                        | 11                        | —               | The Seeds of Love                                              |
| «Rhythm of Life»                                        | 1990 | —                         | 9                         | 21                        | —                         | —                         | —                         | —                         | —                         | —                         | 39                        | -                         | —                         | —               | Circle of One                                                  |
| «Circle of One»                                         | 1990 | —                         | —                         | 17                        | —                         | —                         | —                         | —                         | —                         | —                         | 68                        | -                         | —                         | —               | Circle of One                                                  |
| «Rhythm of Life» (relanzamiento)                        | 1990 | —                         | —                         | —                         | 52                        | —                         | —                         | —                         | —                         | —                         | —                         | —                         | —                         | —               | Circle of One                                                  |
| «Get Here»                                              | 1991 | 5                         | 8                         | 3                         | 4                         | —                         | —                         | 80                        | —                         | —                         | 28                        | 43                        | —                         | —               | Circle of One                                                  |
| «You've Got to Give Me Room»                            | 1991 | —                         | —                         | —                         | 49                        | —                         | —                         | —                         | —                         | —                         | —                         | —                         | —                         | —               | Circle of One                                                  |
| «Circle of One» (relanzamiento)                         | 1991 | —                         | 27                        | 37                        | 73                        | —                         | —                         | —                         | —                         | —                         | —                         | —                         | —                         | —               | Circle of One                                                  |
| «Don't Let the Sun Go Down on Me»                       | 1991 | —                         | —                         | —                         | 33                        | —                         | —                         | —                         | —                         | —                         | 32                        | -                         | —                         | —               | Two Rooms: Celebrating The Songs of Elton John & Bernie Taupin |
| «Woman in Chains» (relanzamiento) (con Tears for Fears) | 1992 | —                         | —                         | —                         | 57                        | —                         | —                         | —                         | —                         | —                         | —                         | —                         | —                         | —               | Greatest Hits 82-92                                            |
| «I Just Had to Hear Your Voice»                         | 1993 | —                         | 97                        | —                         | 42                        | —                         | —                         | —                         | —                         | —                         | 28                        | -                         | —                         | —               | Evolution                                                      |
| «Window of Hope»                                        | 1993 | —                         | —                         | —                         | —                         | —                         | —                         | 51                        | —                         | —                         | 13                        | -                         | —                         | —               | Evolution                                                      |
| «Easier To Say (Goodbye)»                               | 1994 | —                         | —                         | —                         | —                         | —                         | —                         | —                         | —                         | —                         | —                         | —                         | —                         | —               | Evolution                                                      |
| «My Heart Won't Lie»                                    | 1994 | —                         | —                         | —                         | —                         | —                         | —                         | —                         | —                         | —                         | —                         | —                         | —                         | —               | Evolution                                                      |
| «We Will Find a Way» (con Brenda Russell)               | 1994 | —                         | —                         | —                         | —                         | —                         | —                         | —                         | —                         | —                         | —                         | —                         | —                         | —               | —                                                              |
| «Never Knew Love»                                       | 1995 | —                         | —                         | —                         | 22                        | —                         | —                         | —                         | —                         | —                         | 16                        | -                         | —                         | —               | Moving On                                                      |
| «Rhythm of Life (Remix)»                                | 1995 | —                         | —                         | —                         | 38                        | —                         | —                         | —                         | —                         | —                         | —                         | —                         | —                         | —               | —                                                              |
| «Life Keeps Moving On»                                  | 1995 | —                         | —                         | —                         | —                         | —                         | —                         | —                         | —                         | —                         | —                         | —                         | —                         | —               | Moving On                                                      |
| «We Will Meet Again»                                    | 1996 | —                         | —                         | —                         | 51                        | —                         | —                         | —                         | —                         | —                         | —                         | —                         | —                         | —               | Moving On                                                      |
| «When You Walked Into My Life»                          | 2001 | —                         | —                         | —                         | —                         | —                         | —                         | —                         | —                         | —                         | 90                        | -                         | —                         | —               | All The Love                                                   |
| «I Can't Live a Day Without You»                        | 2002 | —                         | —                         | —                         | —                         | —                         | —                         | —                         | —                         | —                         | —                         | —                         | —                         | —               | All The Love                                                   |